# チャリ語
チャリ語（チベット文字：ཚ་ལི་ཁ་; ワイリー方式：Tsha li kha）は、シナ・チベット語族チベット・ビルマ語派に属する言語である。チャリカとも呼ばれる。一方で、チャリカ語と呼ばれることもあるが、ゾンカ語同様に「カ」は「言語」をあらわす。ブータン東部のモンガル県のクリ川（クリチュ、「チュ」とは「川」の意味である。）東岸のチャリで主に話されている。チャリ語はブムタン語とクルテプ語と関係している。

ブータンの言語分布